# Seleção Neerlandesa de Rugby Union
A Seleção Neerlandesa de Rugby Union é a equipe que representa os Países Baixos em competições internacionais de Rugby Union.

## História
Os Países Baixos jogaram as eliminatórias para a Copa do Mundo de Rugby Union de 1991. Na primeira fase, derrotou a Alemanha Ocidental por 12 a 6. Na segunda fase, derrotou Portugal por 32 a 3. Na fase seguinte, derrotou a Polônia e a Bélgica, e sofreu sua primeira derrota, contra a Espanha. 
Os neerlandeses chegaram na última fase como heróis, já que conseguiram passar por todas as fases, diferente da Espanha que entrou na 3ª fase e da Romênia e Itália, que entraram direto na última fase, mas não aguentou a superioridade dos rivais, e perdeu os seus três jogos. Nas eliminatórias da Copa de 1995, ganhou todos os jogos da primeira fase, contra República Tcheca, Suécia e Israel, mas na segunda fase foi derrotada pela Itália que conseguiu chegar a mais uma Copa do Mundo. 
Após isso, os Países Baixos voltaram a jogar mais uma eliminatória em 1997, quando derrotou a Ucrânia, Polônia e Bélgica, mas após perder para a Inglaterra a para a Itália, precisou jogar a repescagem, mas perdeu para a Coreia do Sul no placar agregado de 108 a 45. Em 2002, entrou direto na terceira fase, mas perdeu para a Rússia e para a República Tcheca, e ficou fora da Copa do Mundo de Rugby Union de 2003. 
Para se classificar para a Copa de 2007, disputou as eliminatórias no grupo A da terceira fase, mas caiu diante da Espanha e da Moldávia, ficando fora do mundial do ano seguinte. No Torneio Europeu das Nações, jogou a divisão 2B, vencendo todos os seus jogos, contra a Suécia, Malta, Croácia e Letônia, mas caiu na segunda fase diante da surpreendente Lituânia.

## Confrontos
Registro de confrontos contra outras seleções
| Adversário          | Jogos | Vitórias | Empates | Derrotas | Pontos feitos | Pontos sofridos | Aproveitamento (%) |
| ------------------- | ----- | -------- | ------- | -------- | ------------- | --------------- | ------------------ |
| Alemanha            | 14    | 6        | 0       | 8        | 175           | 220             | 42,8%              |
| Alemanha Ocidental  | 28    | 9        | 1       | 18       | 279           | 481             | 33,9%              |
| Alemanha Oriental   | 2     | 1        | 0       | 1        | 20            | 35              | 50%                |
| Andorra             | 3     | 3        | 0       | 0        | 140           | 116             | 100%               |
| Bélgica             | 43    | 18       | 4       | 21       | 421           | 499             | 46,5%              |
| Bulgária            | 1     | 1        | 0       | 0        | 45            | 10              | 100%               |
| Croácia             | 2     | 2        | 0       | 0        | 47            | 19              | 100%               |
| Checoslováquia      | 7     | 2        | 0       | 5        | 88            | 99              | 28,5%              |
| Coreia do Sul       | 2     | 1        | 0       | 1        | 45            | 108             | 50%                |
| Dinamarca           | 10    | 9        | 0       | 1        | 311           | 57              | 90%                |
| Espanha             | 14    | 0        | 1       | 13       | 107           | 394             | 3,5%               |
| Geórgia             | 4     | 1        | 0       | 3        | 64            | 164             | 25%                |
| Hong Kong           | 1     | 0        | 1       | 0        | 0             | 0               | 50%                |
| Inglaterra          | 1     | 0        | 0       | 1        | 0             | 110             | 0%                 |
| Israel              | 1     | 1        | 0       | 0        | 56            | 0               | 100%               |
| Itália              | 4     | 0        | 0       | 4        | 27            | 178             | 0%                 |
| Japão               | 4     | 0        | 0       | 4        | 15            | 13              | 100%               |
| Letônia             | 3     | 3        | 0       | 0        | 134           | 23              | 100%               |
| Lituânia            | 2     | 1        | 0       | 1        | 54            | 17              | 50%                |
| Malta               | 1     | 1        | 0       | 0        | 27            | 9               | 100%               |
| Marrocos            | 7     | 3        | 0       | 4        | 88            | 111             | 42,86%             |
| Moldávia            | 3     | 1        | 0       | 2        | 77            | 85              | 33,3%              |
| Polônia             | 19    | 6        | 2       | 11       | 273           | 311             | 36,4%              |
| Portugal            | 12    | 1        | 3       | 8        | 141           | 229             | 29,1%              |
| República Tcheca    | 5     | 3        | 0       | 2        | 136           | 91              | 60%                |
| Romênia             | 8     | 0        | 1       | 7        | 49            | 299             | 6,25%              |
| Rússia              | 4     | 0        | 0       | 4        | 39            | 208             | 0%                 |
| Sérvia e Montenegro | 6     | 4        | 0       | 2        | 93            | 40              | 66,6%              |
| Suécia              | 19    | 18       | 0       | 1        | 444           | 186             | 94,74%             |
| Suíça               | 2     | 2        | 0       | 0        | 47            | 22              | 100%               |
| Tunísia             | 5     | 4        | 0       | 1        | 86            | 53              | 80%                |
| Ucrânia             | 4     | 1        | 0       | 3        | 71            | 88              | 25%                |
| Uganda              | 1     | 1        | 0       | 0        | 42            | 0               | 100%               |
| Total               | 243   | 103      | 13      | 126      | 3641          | 4275            | 45,06%             |